# Synanthedon producta
Synanthedon producta is een vlinder uit de familie wespvlinders (Sesiidae), onderfamilie Sesiinae.
Synanthedon producta is voor het eerst wetenschappelijk beschreven door Matsumura in 1931. De soort komt voor in het Palearctisch gebied.